# Tamsyn Lewis
Tamsyn Carolyn Lewis, Manou da sposata (Melbourne, 20 luglio 1978), è un'ex mezzofondista e velocista australiana.

## Palmarès
| Anno | Manifestazione          | Sede         | Evento      | Risultato | Prestazione | Note |
| ---- | ----------------------- | ------------ | ----------- | --------- | ----------- | ---- |
| 1996 | Mondiali juniores       | Sydney       | 4x400 m     | Bronzo    | 3'23"47     |      |
| 1998 | Giochi del Commonwealth | Kuala Lumpur | 4x400 m     | Oro       | 3'27"28     |      |
| 1999 | Mondiali indoor         | Maebashi     | 4x400 m     | Argento   | 3'26"87     |      |
| 2002 | Giochi del Commonwealth | Manchester   | 4x400 m     | Oro       | 3'25"63     |      |
| 2006 | Giochi del Commonwealth | Melbourne    | 4x400 m     | Oro       | 3'28"66     |      |
| 2007 | Mondiali                | Osaka        | 800 m piani | Batteria  | 2'01"21     |      |
| 2008 | Mondiali indoor         | Valencia     | 800 m piani | Oro       | 2'02"57     |      |
| 2009 | Mondiali                | Berlino      | 4×400 m     | Batteria  | 3'30"80     |      |